# Smile Kid
Smile Kid (стилизованно Smile Kid シ) — второй студийный альбом американской рок-группы We the Kings из Брейдентона (Флорида). Он был выпущен 8 декабря 2009 года на лейблах S-Curve Records и Virgin Records. Название альбома происходит от текста песни «The Story of Your Life».

## История
Трэвис Кларк сказал: «Все звучало как гимн». Тексты песен, которые Кларк написал для Smile Kid, «были настолько глубокими и значимыми для меня лично». Альбом Smile Kid был «более экспериментальным [по сравнению с первым альбомом], с фортепиано, валторнами, струнными и даже свистком».

## Отзывы
| Оценки критиков   | Оценки критиков |
| Источник          | Оценка          |
| ----------------- | --------------- |
| AllMusic          | [ 7 ]           |
| Alternative Press | (3/5)           |
| Idobi             | [ 3 ]           |

Альбом Smile Kid получил смешанные отзывы от музыкальных журналистов. Он дебютировал на 112-м месте в Billboard 200 в США и на 24-м месте в чарте рок-альбомов.
Рецензент Alternative Press Скотт Хейзел оценил альбом в 3/5, сказав, что «поклонники дебютника We the Kings, несомненно, найдут в Smile Kid что-то, за что можно ухватиться, но те, кто был не в восторге от поп-панк смеси группы, скорее всего, так и останутся». По его словам, хотя группа «расширила своё ранее узкое звучание», он все ещё разочарован неспособностью группы к музыкальному разветвлению; «Пока группа не будет готова выйти за пределы музыкальной коробки, а Кларк не будет готов петь, We the Kings будут оставаться хорошими, а не великими — и все ещё на грани поп-панк-королевства».
Рецензент AllMusic Эндрю Лихи отметил, что «альбом — блестящий, летний и наполненный чувствами влюблённых, но песням не хватает устойчивости».

## Список композиций
Все тексты написаны Travis Clark, вся музыка написана Clark, кроме указанных.
| №                   | Название                                              | Длительность |
| ------------------- | ----------------------------------------------------- | ------------ |
| 1.                  | «She Takes Me High»                                   | 4:06         |
| 2.                  | «Promise the Stars» (Clark, Sam Hollander, Dave Katz) | 4:36         |
| 3.                  | «Heaven Can Wait» (Clark, Hollander, Katz)            | 3:31         |
| 4.                  | «The Story of Your Life» (Clark, Hollander, Katz)     | 3:32         |
| 5.                  | «Rain Falls Down»                                     | 4:31         |
| 6.                  | «Summer Love»                                         | 3:25         |
| 7.                  | «In-n-Out (Animal Style)» (Clark, Hollander, Katz)    | 3:08         |
| 8.                  | «Spin»                                                | 3:59         |
| 9.                  | «Anna Maria (All We Need)»                            | 3:22         |
| 10.                 | «We’ll Be a Dream (при участии Demi Lovato)»          | 3:53         |
| 11.                 | «What You Do to Me»                                   | 4:20         |
| Общая длительность: | Общая длительность:                                   | 42:14        |

| №   | Название                       | Длительность |
| --- | ------------------------------ | ------------ |
| 12. | «Heaven Can Wait» (acoustic)   | 3:10         |
| 13. | «She Takes Me High» (acoustic) | 4:05         |

## Чарты
| Чарт (2009)                   | Высшая позиция |
| ----------------------------- | -------------- |
| США Billboard 200             | 112            |
| США Billboard Top Rock Albums | 24             |